# Szandai Sándor
Szandai (Szabó) Sándor (Szandaszőlős, 1903. március 7. – Budapest, 1978. október 1.) Munkácsy-díjas magyar szobrász.

## Pályakezdet: újságíró, író
Újságíróként, íróként tevékenykedett 1927 és 1933 között. Szandai Sándor írásaiból:
- Otthagytam a falut I. Az apám – Nyugat 1934
- Otthagytam a falut II. Az anyám – Nyugat 1934
- Varjú a karón – Ezredvég, XI. évfolyam 8-9. szám – 2001. augusztus-szeptember

Írásai Móricz Zsigmond támogatásával a Nyugatban, a Munkában, a Népszavában, és más fővárosi lapokban jelentek meg. 1931-ben Szolnokon megalapította a Reklám Kurírt, majd ennek folytatását az Irodalmi Kurírt. A folyóirat betiltása után, 1933-ban a fővárosba költözött.

## Szobrászata

Szandai Sándor szobrai
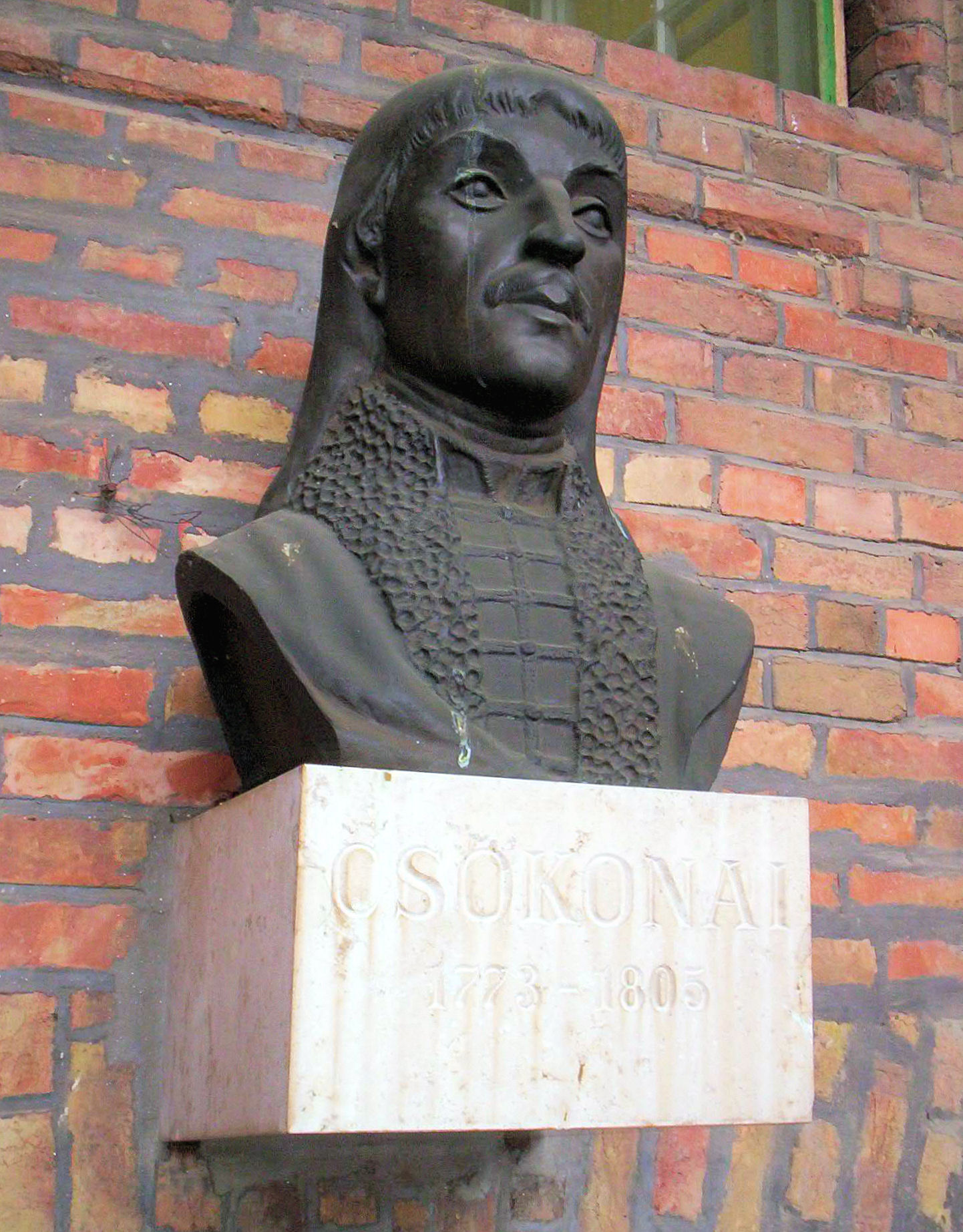
Csokonai szobor Szeged
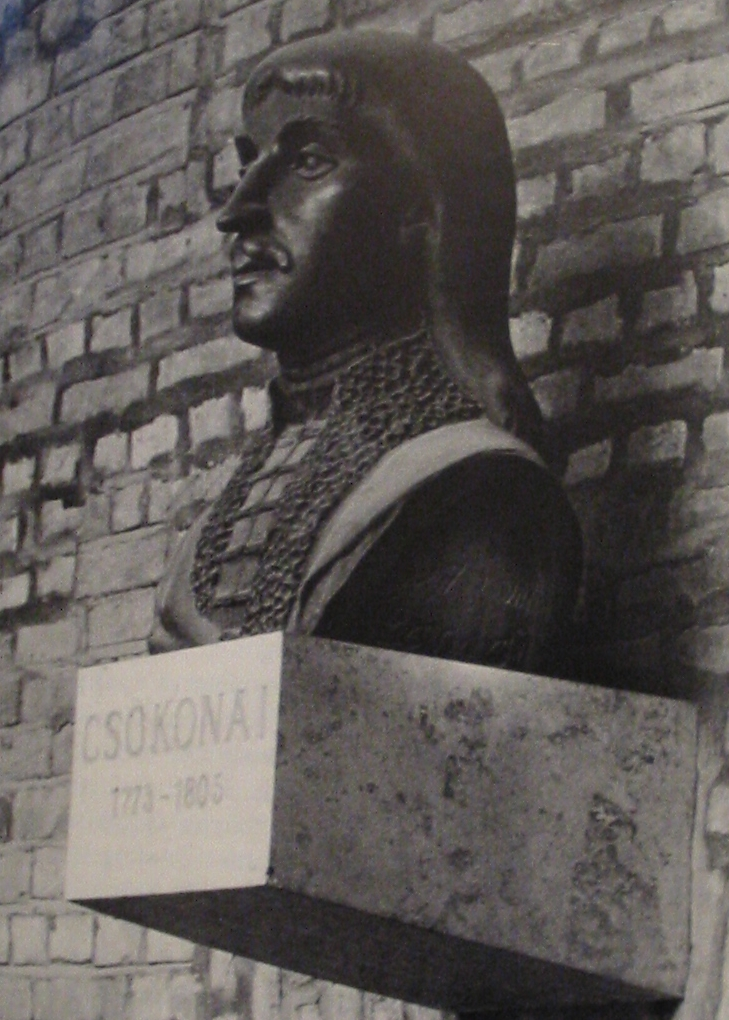
Csokonai Vitéz Mihály szobor (2)
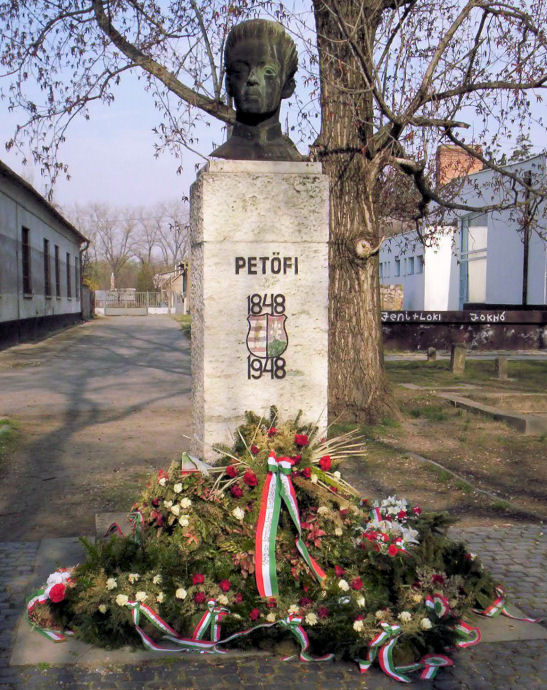
Petőfi Sándor szobra Dunavecsén

### 1933
Kassák Lajos hatására kezdett el szobrászattal foglalkozni. 1933-tól állított ki. Autodidakta, 1933-tól Kassák körében tanult
Korábban realista felfogású portrékat (Színésznő, Kassák-fej), figurális kompozíciókat (Labdázó gyerekek), domborműveket (Kerepesi úti lakótelep) készített. Jellegzetesek expresszív felfogású groteszk figurái (Várandós, Sulykoló nő).
Pályája első nagy korszakában főként kisplasztikát és portrét készített. A 30-as években alkotott paraszti témájú kisplasztikáit sajátos groteszkség (Groteszk tánc, 1938), expresszív formavilág jellemzi, melyek gyerekkori emlékeiből táplálkoznak.
Tagja volt 1935-től a Képzőművészek Új Társaságának és a Paál László Társaságnak.

### 1940
Az 1940-es évektől műveiben erős torzítások, s ezzel párhuzamosan kubista próbálkozások jelentkeznek. Figuratív kisplasztikáiban egész pályáján megőrizte groteszk-expresszionizmusát (Emberpár, 1974). Realista alkotásainak középpontjában jól karakterizált portréi állnak (Kassák, 1946).

### 1958
Tagja volt 1958-tól a párizsi Bernheim-Jeune Galerie-nak.
Az op-art és a kinetikus művészet egyik hazai úttörője volt. Szobrászatát a figuratív és nonfiguratív törekvések egymást kiegészítő egysége, örökös forma- és anyagkísérletezés jellemzi. Mesterének vallotta Despiaut és Donatellót, de művészi szemléletének meghatározója Kassák Lajos volt.
1958-ban művészi fordulat következett be pályáján. Párizsi kiállítása révén megismerkedett Victor Vasarelyvel, Nicolas Schöfferrel, É. Hajdúval és az absztrakt művészet legújabb tendenciáival. Új plasztikai szemléletével összhangban, művészi mondanivalóját nonfiguratív művekben, az op-art szellemében, új anyagokkal, technikákkal fogalmazza meg. Különböző fémlemezekből és huzalokból ún. Peinture-objet-kat konstruált. 1958-ban kezdett lemezdomborításokkal foglalkozni. Gyűrött, ritmusos formákat, puha hatású, hullámzó felületeket vörösrézlemezből, majd 1963-tól keményebb ritmusú, szabályosabb Elvont forma-sorozatokat komponált alumíniumból. A fém természetes és a hidegzománc fekete-fehér, későbbiekben lila színeire, formákra, fényjátékra épülő, geometrizáló absztrakt domborművei mellett, a képkonstruálás kérdései izgatták.

### 1968
Grafikáiban elvont növényi-, és élettelen kristályszerkezetekre emlékeztető formák jelennek meg, különösen az 1968-tól alkalmazott ún. wassco-viasz művein. E formák és az íves, sarlós motívum későbbi mobiljain és fém munkáin is feltűnnek. Az 1960-as évek közepétől kezdett el mobil jellegű térplasztikákat készíteni. Az évtized végén, fából, alumíniumból, krómacélból, betonból, üvegből, vörösrézből konstruált köztéri plasztikai tervsorozata, a Térformák úttörő elképzelései voltak a későbbi, itthon megvalósult plasztikáknak. Munkáit a modern építészeti környezettel harmonizáló, játékos fény- és formahatásokat, vizuális élményt nyújtó díszítőplasztikáknak szánta.

## Köztéri művei
- Petőfi Sándor (bronz mellszobor, 1948, Dunavecse, Fő tér)[halott link]
- Jókai Mór (haraszti mészkő, Komárom, Fő tér)
- Anya gyerekkel (alumínium kútszobor, Budapest, XIV. ker., Nagy Lajos király útja 82/b)
- Női akt tállal (bronz, 1955, Budapest, Kábel- és Műanyaggyár)
- Pollack Mihály (bronz mellszobor, 1957, Budapest, Városliget)
- Domborművek: Anya almaágat nyújt fiának, Fiú kecskét vezet, Akt virágokkal (kő, 1956, Budapest, XIV. ker., Kerepesi úti lakótelep, Kerepesi út 78 é, g, h)
- Nő galambbal (ezüstözött fém, 1960, Győr, Győr-sziget)
- Női akt (haraszti mészkő kútszobor, 1961, Budapest, XII. ker., Sportkórház)
- Táncoló fiatalok (bronz, 1962, Balatonfüred)
- Női akt (fém kútszobor, 1962, Budapest, Királyfürdő park)
- Szalvay Mihály (bronz mellszobor, 1963, Kecskemét, Széchenyi sétány)
- Diákok (bronz, 1967, Miskolc, Egyetemváros)
- díszítő-falplasztika (lemezdomborítás, vörösréz, alumínium, 1967, Budapest, Mikroszkóp Színpad, lebontva)
- napóra (vörösréz, 1970, Velem, egykori KISZ-tábor)
- Csokonai Vitéz Mihály (bronz mellszobor, 1974, Szeged, Pantheon)
- Labdázó gyerekek (bronz szoborcsoport, 1975, Budapest, XVII. ker., Ferihegyi út 95., SZTK előtt)
- Táncoló pár (kútszobor, 1975, Budapest, XVII. ker., Ferihegyi út 87.)
- Csobogókút (réz, 1975, Kalocsa, Kossuth L. u.)
- Mezei Mária síremléke (bronz, 1984, Budakeszi temető, 1935-ös mű)

## Díjak, elismerések
- 1973 – Munka Érdemrend arany fokozata
- 1974 – Munkácsy-díj